# Quando le mani si sfiorano
Quando le mani si sfiorano (Where Hands Touch) è un film del 2018 diretto da Amma Asante.
Il film è ambientato nella Germania nazista durante il secondo conflitto mondiale.

## Trama
Germania,1944. Leyna è la figlia di etnia mista di Kerstin, una donna tedesca che l'ha avuta durante la relazione con un soldato franco-senegalese. La donna ha anche un secondo figlio, Coen, nato da una relazione con un uomo tedesco “ariano”. Kerstin è fiera di come la figlia combatte contro l'ostruzionismo del regime nazista, che vorrebbe sterilizzarla per evitare il mescolamento della “razza ariana” con quella “africana”.
Con l'inasprirsi delle persecuzioni del regime, Leyna diventa suo malgrado testimone dei soprusi che subiscono gli ebrei da parte dei soldati. Un giorno, mentre esce dalla fabbrica in cui è stata chiamata a lavorare dopo l'espulsione da scuola, si scontra con una giovane recluta in bicicletta.  Il giovane Lutz cerca in tutti i modi di rincontrare la ragazza, con la scusa di farsi perdonare per l'incidente causato. I due si conoscono meglio e tra i due nasce una passione adolescenziale, pronta a trasformarsi presto in amore.
Qualche tempo dopo, Leyna viene arrestata dai soldati in seguito a un controllo. Mentre Lutz viene improvvisamente chiamato al fronte, Leyna scopre di essere rimasta incinta proprio poco prima di venire catturata e spedita in un campo di lavoro, dove viene destinata alla cucina. Al campo Leyna si deve adeguare in fretta a una realtà di privazioni, stenti e orrore per sopravvivere. Fortunatamente, però, ritrova Lutz arruolato proprio nel suo campo per volere del padre ufficiale, deciso a proteggerlo dai rischi del fronte orientale. Per entrambi i ragazzi è una vera e propria tortura vivere la situazione; per Lutz, la scoperta della paternità è la spinta decisiva, lo scatto d'orgoglio per cercare di affermarsi come uomo, affrancandosi dalla protezione paterna. Il giovane cerca in ogni modo e fino all'estremo sacrificio di salvare Leyna, architettando per lei la fuga per poter garantirle un futuro e diventare la madre di suo figlio, ma viene ucciso da suo padre con un colpo di pistola durante la liberazione del campo da parte dei soldati americani.
Sette settimane dopo, Leyna ritrova la madre e il fratello nel campo per sfollati in cui era stata ospitata dopo la liberazione.

## Distribuzione
Il 20 maggio 2017, Sony Pictures Worldwide Acquisitions acquisisce i diritti per la distribuzione internazionale del film, esclusi territori selezionati in Europa e Australia. Ha avuto la sua anteprima mondiale al Toronto International Film Festival il 9 settembre 2018. È stato distribuito negli Stati Uniti il 14 settembre 2018 da Vertical Entertainment. In Italia è stato trasmesso per la prima volta il 2 luglio 2019 su Sky Cinema Due ed in chiaro il 27 gennaio 2022 su RaiDue.